# Pseudanarta daemonalis
Pseudanarta daemonalis är en fjärilsart som beskrevs av John G. Franclemont 1941. Pseudanarta daemonalis ingår i släktet Pseudanarta och familjen nattflyn. Inga underarter finns listade i Catalogue of Life.